# Ghardaïa (provincie)
Ghardaïa is een provincie (wilaya) van Algerije. Ghardaïa telt 363.598 inwoners (2008) op een oppervlakte van 86.105 km².
De hoofdstad van de provincie is de gelijknamige stad Ghardaïa. De M'zabvallei waarin deze stad gelegen is, werd in 1982 toegevoegd aan de werelderfgoedlijst van UNESCO. Andere belangrijke steden in de provincie zijn El Guerrara, Metlili en El Menia. De provincie is voor een groot deel gelegen in de Sahara en is gesitueerd in het midden van het land. 
De provincie telt 9 districten, die zijn onderverdeeld in 13 gemeentes.
Adrar ·
Aïn Defla ·
Aïn Témouchent ·
Algiers ·
Annaba ·
Batna ·
Béchar ·
Béjaïa ·
Biskra ·
Blida ·
Bordj Bou Arréridj ·
Bouira ·
Boumerdès ·
Chlef ·
Constantine ·
Djelfa ·
El Bayadh ·
El Oued ·
El Tarf ·
Ghardaïa ·
Guelma ·
Illizi ·
Jijel ·
Khenchela ·
Laghouat ·
Médéa ·
Mila ·
Mostaganem ·
M'Sila ·
Mascara ·
Naama ·
Oran ·
Ouargla ·
Oum el-Bouaghi ·
Relizane ·
Saïda ·
Sétif ·
Sidi-bel-Abbès ·
Skikda ·
Souk Ahras ·
Tamanrasset ·
Tébessa ·
Tiaret ·
Tindouf ·
Tipaza ·
Tissemsilt ·
Tizi Ouzou ·
Tlemcen